# Suojärvi (sjö i Idensalmi, Norra Savolax)
Suojärvi är en sjö i kommunerna Idensalmi och Lapinlax i landskapet Norra Savolax i Finland. Sjön ligger 94 meter över havet. Arean är 35 hektar och strandlinjen är 5,81 kilometer lång. Sjön  ingår i Vuoksens huvudavrinningsområde.   Den ligger omkring 70 kilometer norr om Kuopio och omkring 390 kilometer norr om Helsingfors. 